# Lisa Kosok
Lisa Kosok (* 23. April 1955 in Bottrop) ist eine deutsche Historikerin, Museumsleiterin und Hochschullehrerin.

## Leben
Lisa Kosok studierte Geschichte, Germanistik und Pädagogik an der Ruhr-Universität Bochum und promovierte 1989 bei Hans Mommsen über Freizeitkultur im Ruhrgebiet. Für ihre Promotion erhielt sie ein Stipendium von der Hans-Böckler-Stiftung. Nach Tätigkeiten im Ruhr Museum in Essen wurde sie 1993 als stellvertretende Direktorin und Sammlungsleiterin ans Hamburger Museum der Arbeit berufen, dessen Leitung sie im Jahr 2004 übernahm.
Am 1. Juli 2008 trat sie als Nachfolgerin von Gisela Jaacks das Amt der wissenschaftlichen Direktorin im Museum für Hamburgische Geschichte (MHG) an. Zugleich wurde ihr die kommissarische Leitung der seinerzeit neu gegründeten Stiftung Historische Museen Hamburg übertragen, in der die vier stadt- und kulturhistorischen Museen der Hansestadt (neben dem MHG auch das Altonaer Museum, Helms Museum, Museum der Arbeit) zusammengefasst sind. Vom 1. April bis Mitte Oktober 2015 war Lisa Kosok Direktorin des Europäischen Hansemuseums in Lübeck. Seit dem 1. Juli 2016 ist sie Professorin für Kulturerbe und Museumswissenschaften an der HafenCity Universität Hamburg.
Kosok hat zahlreiche Ausstellungen und Forschungsprojekte in den Bereichen Freizeit- und Populärkultur, Fotografie, Industrie- und Stadtgeschichte betreut.
Sie hat einen Sohn. Lisa Kosok war Stipendiatin der Hans-Böckler-Stiftung.